# Calathocratus singularis
Espèce
Synonymes
- Platybessobius singularis Roewer, 1940

Calathocratus singularis est une espèce d'opilions dyspnois de la famille des Trogulidae.

## Distribution
Cette espèce est endémique de Crète en Grèce. Elle se rencontre vers Topólia.

## Description
Le mâle holotype mesure 5 mm.

## Systématique et taxinomie
Cette espèce a été décrite sous le protonyme Platybessobius singularis par Roewer en 1940. Elle est placée dans le genre Calathocratus par Schönhofer et Martens en 2010.

## Publication originale
- Roewer, 1940 : « Neue Assamiidae und Trogulidae. Weitere Weberknechte X. » Veröffentlichungen aus dem Deutschen Kolonial- und Übersee-Museum in Bremen, vol. 3, no 1, p. 1–31.